# Oțel inoxidabil

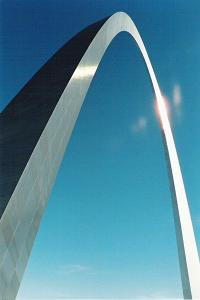

În metalurgie, oțelul inoxidabil (sau inox) este acel aliaj al oțelului care conține cel puțin 11 % crom în procente de masă.
Acest tip de oțel este rezistent la coroziune.
Inoxul este un oțel cu un conținut scăzut de carbon în compoziție, care conține crom în proporție de 10 % din greutate. Acest adaos de crom îi conferă oțelului proprietățile sale unice de inoxidabilitate și rezistență la coroziune. Prezența cromului permite formarea unui strat extrem de subțire  dur, invizibil, de oxid de crom pe suprafața oțelului, rezistent la acțiunea mediilor corozive, capabil de a se autoreface în caz de alterare mecanică sau chimică. 

## Categorii principale
- Principalele tipuri de oțel inoxidabil sunt următoarele:[2]
- Oțelurile feritice sunt magnetice și cu un conținut scăzut de carbon și conțin cromul ca element principal, în general în proporție de 13 % și 17 %. Se caracterizează prin absența transformării feritei în austenită la încălzire, deci lipsa apariției martensitei la răcire. Prezintă o rețea cristalină în sistemul cubic cu volum centrat. Au o rezistență la coroziune mai mică decât oțelurile austenitice, din cauza conținutului mai mic de nichel.

- Otelurile martensitice sunt magnetice și au un conținut tipic de 12 % crom și un conținut mediu de carbon.

- Otelurile austenitice sunt non-magnetice și pe lângă crom, în concentrații tipice de 18 %, conțin nichel care crește rezistența la coroziune, conținutul de carbon fiind  maximum 0,15 %. Acestea sunt cele mai utilizate tipuri de oțeluri inoxidabile. Adaosul de nichel în oțelurile cu Cr mărește domeniul de existență și stabilitatea fazei γ; conținuturi suficiente de Ni și Cr conduc la o structură austenitică sau eventual bifazică, α + γ (austenito-feritică), la orice temperatură.[3] Oțelurile austenitice sunt utilizate la temperaturi de funcționare de 600-750 °C, datorită comportării superioare la fluaj.

Obiectele realizate din inox își păstrează aspectul indiferent de gradul de uzură. După câteva zeci de ani își pierde din strălucire, dar cu o investiție minoră își poate recăpăta chiar și atunci strălucirea din prima zi. 
Utilizarea inoxului este foarte răspândită mai ales în categoria materialelor tehnice, dar este folosit pe o gama largă și pentru fabricarea articolelor de menaj. Pe lângă aceste domenii, ocupă loc important și în industria auto.  
Avantajele produselor din inox sunt următoarele:  
- Grad mare de rezistență la coroziune;
- Durabilitate mai mare de 50 % decât oțeluri medii;
- Durabilitate: rezistență la căldură/ îngheț;
- Ușor de întreținut;
- Aspect plăcut;
- Reciclabil.

Inoxul nu este rezistent numai la umiditate și cei mai mulți acizi, ci se caracterizează și prin duritate, rezistență mare la căldură și frig și proprietățile igienice. Pe suprafață netedă și fără pori murdăria și grăsimile pot fi spălate foarte ușor. Zgârieturile și crăpăturile pe capace își pierd după scurt timp contururile dure și se adaptează suprafeței.
Ca la orice produs, prețul oțelului inoxidabil, anticoroziv variază în funcție de diferiți factori legați de cerere și ofertă. Oțelul inox este realizat în toată lumea și este o marfă globală care este importată sau exportată în multe țări. O cerere foarte mare dintr-o țară poate modifica volumul cererii din altă țară. Dacă se studiază prețul la piese din oțel inox, ca de exemplu bare sau țevi pentru construcții, se constată că prețurile  rămân rareori aceleași de la o lună la alta. 